# Boneh-ye Ḩoseyn Kalūlī
Boneh-ye Ḩoseyn Kalūlī är en ort i Iran.   Den ligger i provinsen Khuzestan, i den centrala delen av landet, 500 km sydväst om huvudstaden Teheran. Boneh-ye Ḩoseyn Kalūlī ligger 140 meter över havet och antalet invånare är 1 941.
Terrängen runt Boneh-ye Ḩoseyn Kalūlī är platt.Runt Boneh-ye Ḩoseyn Kalūlī är det ganska tätbefolkat, med 104 invånare per kvadratkilometer. Närmaste större samhälle är Andimeshk, 16,3 km nordväst om Boneh-ye Ḩoseyn Kalūlī. Trakten runt Boneh-ye Ḩoseyn Kalūlī består till största delen av jordbruksmark.